# Боялъшка река
Боялъшка река (или Лалковска река) е река в Южна България, област Ямбол, общини Болярово и Елхово, десен приток на Араплийска река от басейна на Тунджа. Дължината ѝ е 33 km.
Боялъшка река извира под името Чакърлия на 502 m н.в. от Дервентските възвишения, на 700 m южно от връх Гюргенбаир (555 m), най-високата точка на възвишенията. Протича в северозападна посока в тясна и залесена долина през северните разклонения на Дервентските възвишения. Влива отдясно в Араплийска река от басейна на Тунджа на 117 m н.в., на 200 м източно от село Чернозем, Община Елхово.
Площта на водосборния басейн на Боялъшка река е 159 km2, което представлява 45,3% от водосборния басейн на Араплийска река. Основни притоци: → ляв приток, ← десен приток.
- ← Алкабунар
- ← Масурдере
- → Чаирдере
- ← Хайдарлийца
- → Кюмурлушки дол
- ← Малдере

Реката е с основно дъждовно подхранване с максимум пре есенно-зимните месеци. По течението на реката в Община Елхово е разположено само село Лалково. Малка част от водите на реката се използват за напояване – микроязовир „Раздел“.

## Топографска карта
- Лист от карта K-35-66. Мащаб: 1 : 100 000.
- Лист от карта K-35-78. Мащаб: 1 : 100 000.